# 디제이 캠
디제이 캠 (DJ Cam,1973년 출생) 은 프랑스출신의 디제이로 힙합과 재즈음악의 섞은 추상적인 음악으로 유명하다. 첫 번째 음반은 1994년 발매된 Underground Vibes으로 익숙한 재즈와 바이브에 힙합을 가미하여 당시 매우 혁명적이었다. 두 번째 스튜디오 음반은 Substances로, 1집과 비슷한 성향을 유지하였다. 1998년 발매된 The Beat Assassinated는 언더그라운드에서 활동하는 래퍼들이 참여하였고 그외 1998~2002년 사이 The Loa Project vol, 2와 여러 디제이 믹스 음박들을 발매하였다. 2003년 발매한 본인의 색에서 벗어난 음반인 Soulshine에서는 갱 스타와 구루가 참여하였다. 2004년 기존의 힙합이 강했던 음반인 Liquid Hip-Hop를, 2006에는 아이튠즈에서만 구할 수 있는 베스트앨범을 발매하였다.

## 음반
- Underground Vibes (1994)
- Underground Live (1996)
- Mad Blunted Jazz (1996) [2CD release of out of print Underground Vibes and Underground Live]
- Substances (1996)
- DJ-Kicks (1997)
- The Beat Assassinated (1998)
- The Beat Assassinated Limited Edition Instrumental EP (1998)
- The Loa Project Volume 2 (2000)
- The French Connection (2000)
- Honeymoon (2001)
- Soulshine (2003)
- Fillet Of Soul (2003) [With Tassel And Naturel]
- Liquid Hip Hop (2004)
- My Playlist (2005)
- Fillet Of Soul Opus 2 (2005) [With Tassel And Naturel]
- Revisited By (2006)
- Abstract Manifesto (2006)
- Best of DJ CAM (2006) (Compilation of Greatest Hits)
- Lost and Found (2007) (Latest Album Release)